# Cystoagaricus
Cystoagaricus Singer (kruchopieczarka) – rodzaj grzybów z rodziny kruchaweczkowatych (Psathyrellaceae).

## Systematyka i nazewnictwo
Pozycja w klasyfikacji według Index Fungorum: Psathyrellaceae, Agaricales, Agaricomycetidae, Agaricomycetes, Agaricomycotina, Basidiomycota, Fungi.
Gatunki
- Cystoagaricus hirtosquamulosus (Peck) Örstadius & E. Larss. 2015 – kruchopieczarka jesionowa
- Cystoagaricus jujuyensis Singer 1973
- Cystoagaricus olivaceogriseus (A.H. Sm.) Örstadius & E. Larss. 2015
- Cystoagaricus propinquus (A.H. Sm.) Voto 2019,
- Cystoagaricus squarrosiceps (Singer) Örstadius & E. Larss. 2015
- Cystoagaricus strobilomyces (Murrill) Singer 1947
- Cystoagaricus subamarus (A.H. Sm.) Voto 2019
- Cystoagaricus sylvestris (Gillet) Örstadius & E. Larss. 2015 – kruchopieczarka topolowa
- Cystoagaricus weberi (Murrill) Voto 2019

Nazwy naukowe na podstawie Index Fungorum. Nazwy polskie na podstawie rekomendacji Komisji ds. Polskiego Nazewnictwa Grzybów.